# Krematorium Nordheim

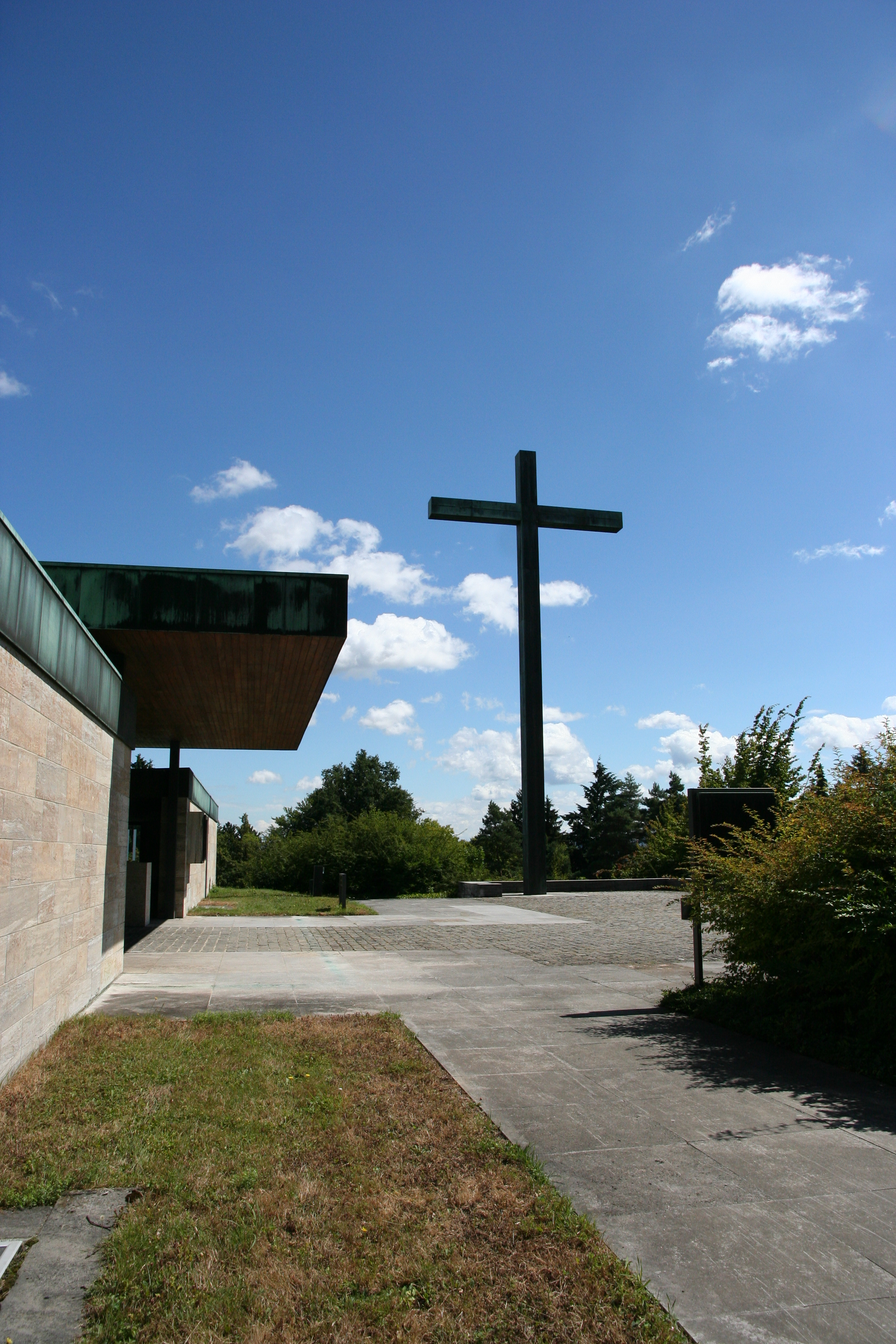
Krematorium Nordheim mit 15 m hohem Kreuz

Das Krematorium Nordheim ist das grösste in der Schweiz und war zeitweise das grösste von Europa. Es befindet sich oberhalb der Käferholzstrasse beim Friedhof Nordheim in Zürich-Unterstrass. Derzeit (Stand 2015) werden jährlich ca. 6000 Einäscherungen vorgenommen.

## Entstehungsgeschichte
Das 1889 eröffnete Krematorium Sihlfeld A war nicht nur das erste Krematorium von Zürich, sondern auch der ganzen Schweiz. Es wurde 1915 vom Krematorium Sihlfeld D abgelöst. Dessen Kapazitätsgrenzen schienen absehbar zu sein, da 1925 die Zahl der Feuerbestattungen erstmals diejenige der Erdbestattungen überstieg. Aus diesem Grund wurde zunächst überprüft, ob man nicht das 1915 stillgelegte Krematorium Sihlfeld A modernisieren und wieder in Betrieb nehmen könnte. Die engen Raumverhältnisse und der Gedanke, dass ein neues Krematorium besser auf der rechten Limmatseite der Stadt zu stehen kommen sollte, liessen die Stadt davon Abstand nehmen. 1931 erfolgte ein Wettbewerb für den Neubau eines Krematoriums auf dem Areal des heutigen Krematoriums Nordheim. 1932 arbeiteten die Architekten Henauer und Witschi auf Beschluss des Stadtrats ein Vorprojekt für den Bau des Krematoriums aus. Da aber 1932 die alten Öfen vom Krematorium Sihlfeld D ersetzt und 1935 durch einen dritten ergänzt wurden, erschien der Bau eines zweiten Krematoriums nicht mehr als dringlich, sodass 1933 die Vorarbeiten der beiden Architekten beendet wurden. Rund um den Bau des Friedhofs Hönggerberg wurde 1946 geprüft, ob man dort nicht auch das zweite Krematorium für die Stadt Zürich bauen sollte. Dieses Vorhaben wurde jedoch wieder fallengelassen. Im April 1950 nahm der Stadtrat dagegen die Pläne für den Bau des zweiten Krematoriums beim Friedhof Nordheim wieder auf und erteilte nach verschiedenen Diskussionen 1957 Albert Heinrich Steiner den Auftrag für die Ausarbeitung des Projekts. Für die Landschaftsgestaltung war Willi Neukom verantwortlich. 1961 wurde Steiners Projekt genehmigt und 1962 nahm die Stimmbevölkerung das Projekt an, sodass dieses in den Jahren 1963 bis 1967 realisiert werden konnte. 1976 wurde der Bereich der Aufbewahrung erweitert und der geplante, aber aus Kostengründen nicht realisierte Urnenhain in Form von drei Innenhöfen gebaut. Dieser wurde 1985 bis 1987 in einem weiteren Schritt erweitert. Sämtliche Umbauten und Erweiterungen wurden nach Plänen von Architekt Albert Heinrich Steiner vorgenommen, sodass das Krematorium Nordheim nach dem Konzept eines einzigen Architekten gestaltet wurde. 1990 bis 1993 wurde die Ofenanlage von drei auf acht Einheiten ausgebaut. Derzeit (Stand 2015) sind sieben elektrische Öfen in Betrieb.

## Baubeschreibung

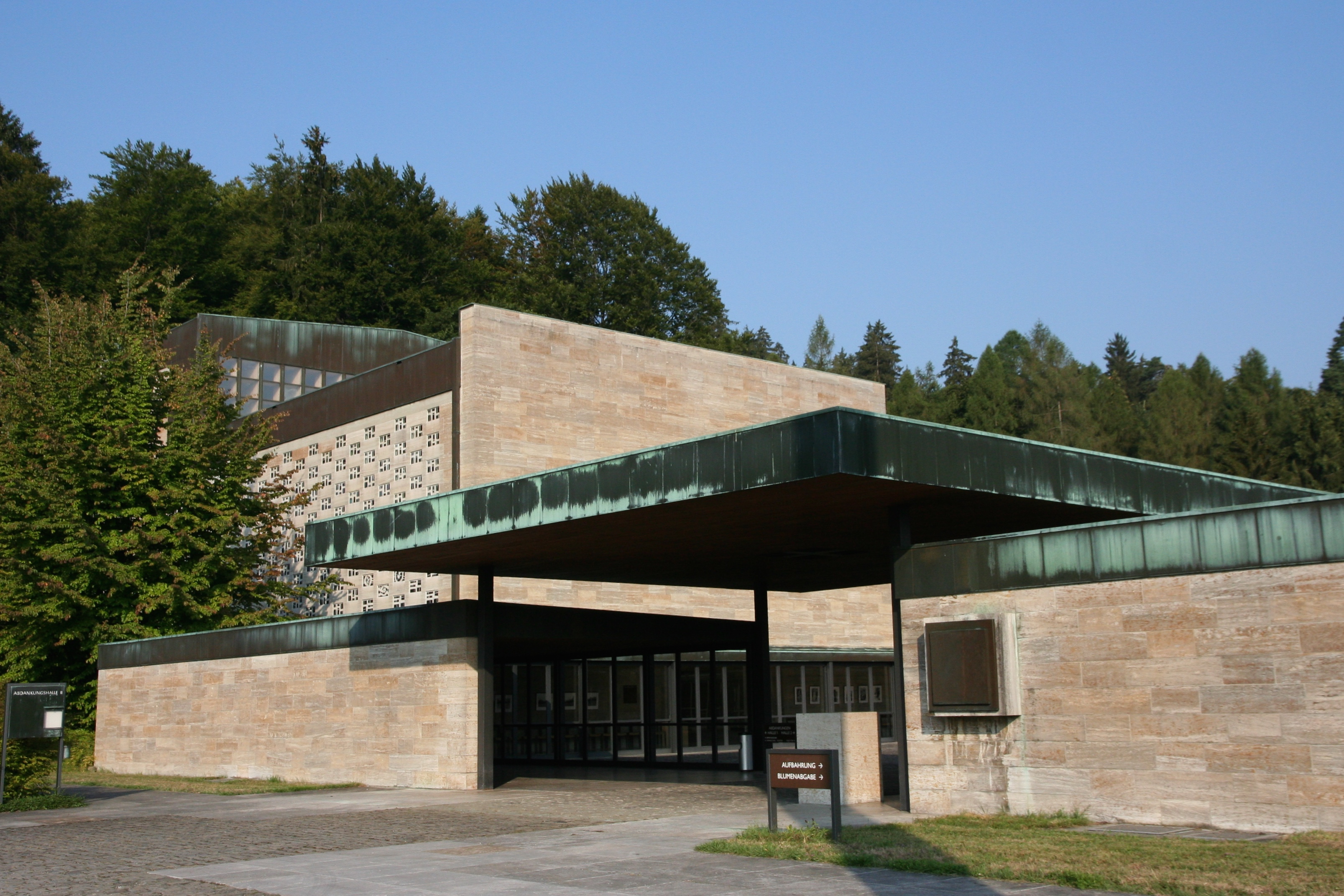
Zugang zu den Abdankungshallen

### Äusseres und Lage
Das Areal des Krematoriums befindet sich oberhalb der Käferholzstrasse und westlich des Friedhofs Nordheim. Vom Parkplatz und der Bushaltestelle führt ein geschwungener Weg zum Vorplatz des Krematoriums, auf dem sich das 15 Meter hohe Kupferkreuz befindet, das auf den Standort des Krematoriums verweist. Entlang des Weges vom Parkplatz zum Krematorium sind am Waldrand auch die Urnennischen eingerichtet, bei denen sich als Besonderheit auch das Anatomiegrab befindet, in dem die Asche derjenigen Menschen beigesetzt wird, die ihren Leichnam der Wissenschaft zur Verfügung gestellt haben.

### Abdankungshallen I und II

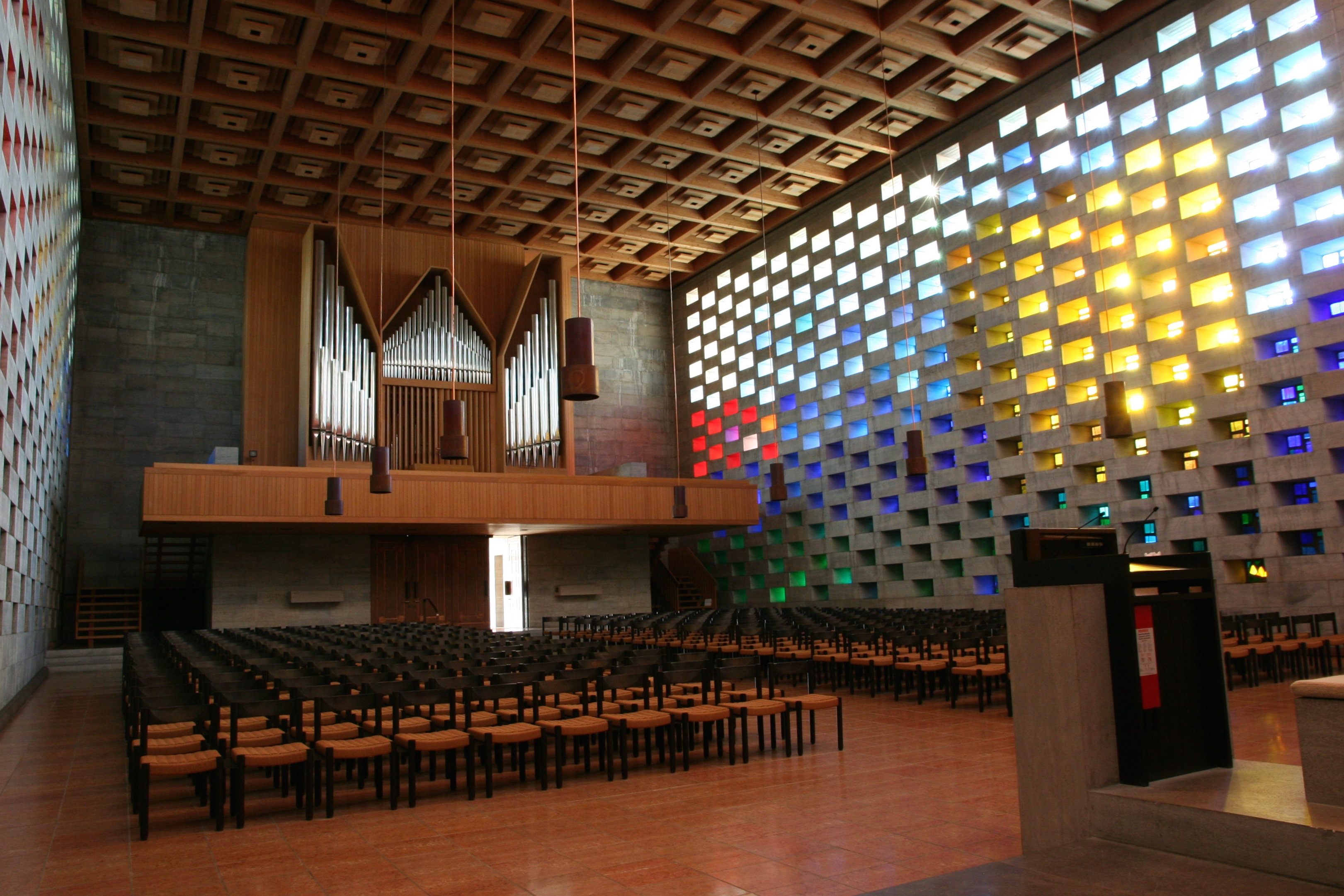
Halle I

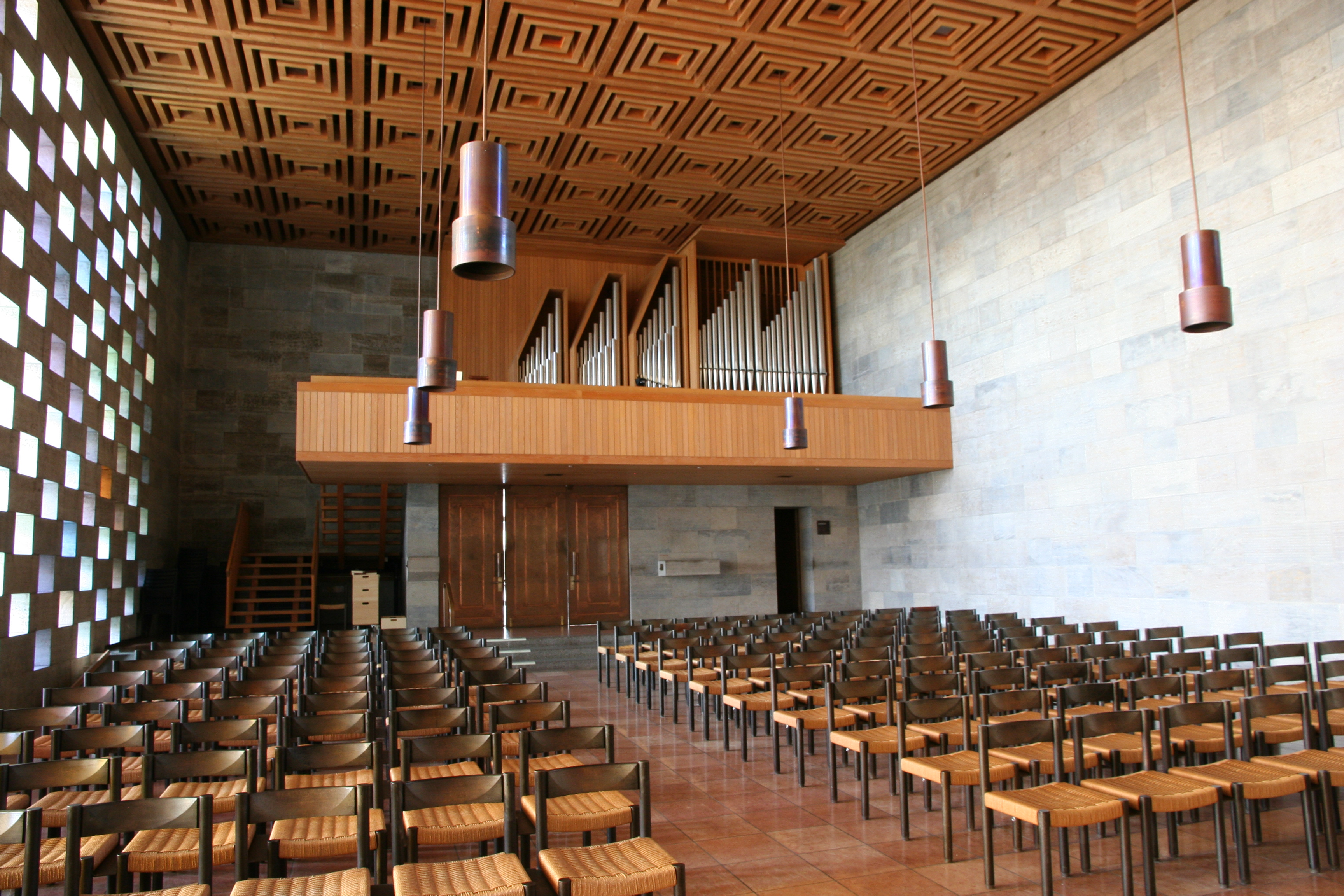
Halle II

Den beiden Abdankungshallen ist ein Hof vorgelagert, der von einer Mauer umschlossen ist und als überdachter quadratischer Umgang an einen Kreuzgang eines Klosters erinnert. Zum Innenhof ist der Umgang verglast und lässt den Blick auf einen Brunnen sowie auf Föhren schweifen. Durch wuchtige Türen gelangt der Besucher in die Abdankungshallen hinein. 
Die Abdankungshalle I ist die grössere und bietet 450 Personen Platz. Die Abdankungshalle II ist für 150 Personen eingerichtet. Beide Hallen sind ähnlich gestaltet und besitzen einen Boden aus Rosso Verona-Marmor. An beiden  Längswänden der Halle I und an der nordöstlichen Längsseite der Halle II befinden sich rechteckige Vertiefungen, die an Kolumbarien erinnern. In diese Vertiefungen wurden Glasmosaike eingelassen, die mit ihren Lichtreflexen den beiden Hallen eine sakrale Stimmung verleihen. Beide Hallen besitzen über dem Eingang eine Empore, auf denen sich jeweils eine Orgel befindet. An der Wand hinter dem Rednerpult, das vom Boden der Halle etwas abgehoben ist, befindet sich je ein Wandteppich. In der Halle I stammt der Teppich von Max Truninger, der auch die farbigen Fenster entworfen hat. In Halle II stammt der Wandteppich von Carlotta Stocker. Ein Bodenmosaik von Adolf Funk und Reliefs von Otto Müller und Hans Josephsohn ergänzen die künstlerische Ausstattung der Anlage. Falls eine Abschiednahme mit Sarg stattfindet, kann dieser während oder nach der Feier mit einem Lift von den Hallen ins Untergeschoss hinabgesenkt werden.

### Orgel der Halle I

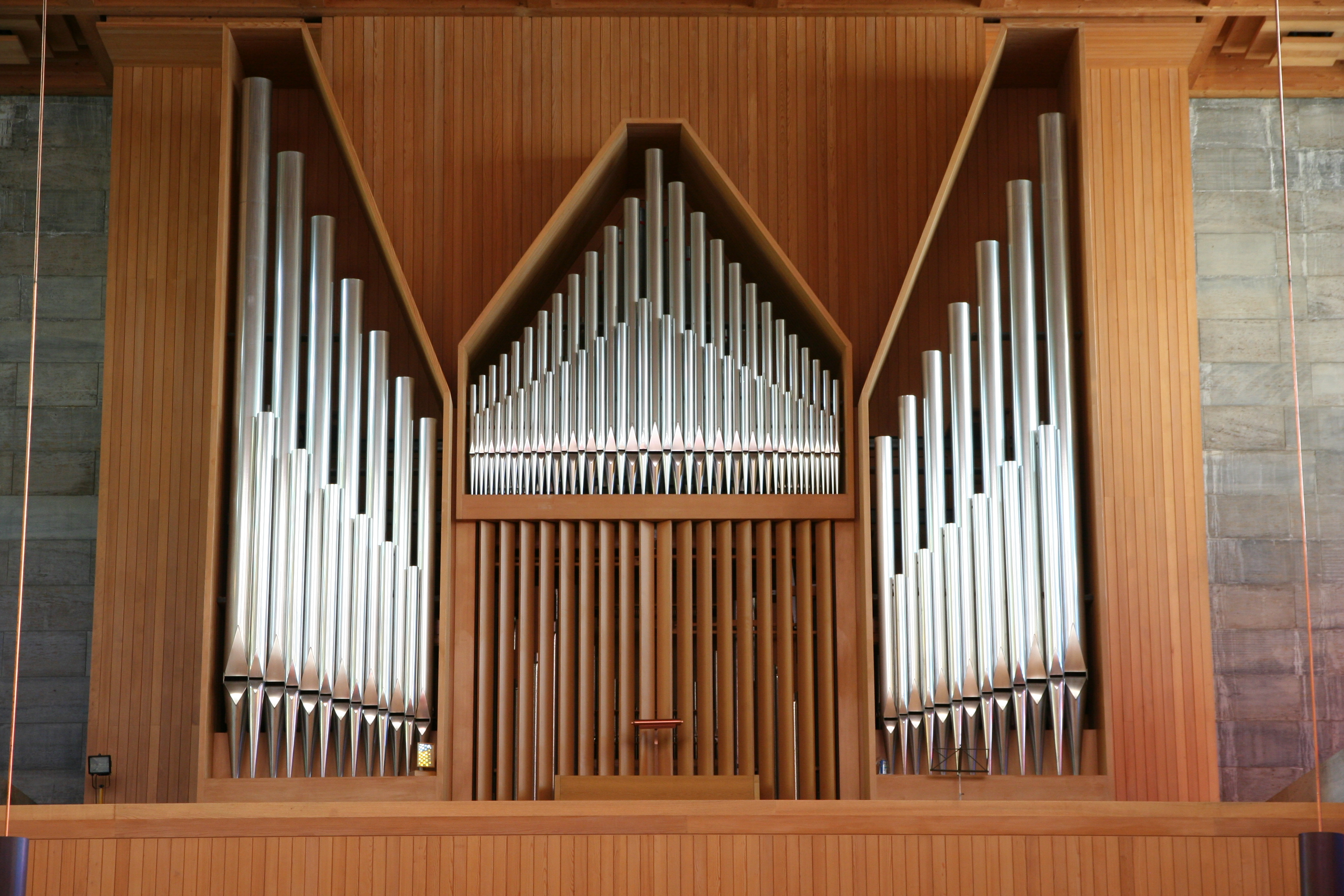
Orgel von Halle I

Im Jahr 1967 wurde für die grosse Abdankungshalle eine Orgel durch Orgelbau Kuhn, Männedorf errichtet. Das Instrument besitzt 26 Register auf 2 Manualen samt Pedal.
| I Hauptwerk C–g3 |      |
| Quintatön        | 16′  |
| Prinzipal        | 8′   |
| Hohlflöte        | 8′   |
| Gemshorn         | 8′   |
| Oktave           | 4′   |
| Nachthorn        | 4′   |
| Oktave           | 2′   |
| Mixtur           | 1/3′ |

| II Schwellwerk C–g3 |      |
| Rohrgedeckt         | 16′  |
| Suavial             | 8′   |
| Koppelflöte         | 8′   |
| Schwebung           | 8′   |
| Prinzipal           | 4′   |
| Sesquialter II      | 2/3′ |
| Waldflöte           | 2′   |
| Scharf IV-V         | 1′   |
| Schalmei            | 8′   |
| Clairon             | 4′   |
| Tremulant           |      |

| Pedal C–f1    |      |
| Prinzipalbass | 16′  |
| Subbass       | 16′  |
| Oktavbass     | 8′   |
| Spitzflöte    | 8′   |
| Choralbass    | 4′   |
| Rauschpfeife  | 2/3′ |

- Normalkoppeln: II/I, I/P, II/P
- Spielhilfen: Registercrescendo, 3 freie Kombinationen, 2 feste Kombinationen (Choralforte, Tutti), Absteller: Mixtur (HW), Scharf (SW),  Rauschpfeife (Ped), Manual 16 ', alle Zungen

### Orgel der Halle II

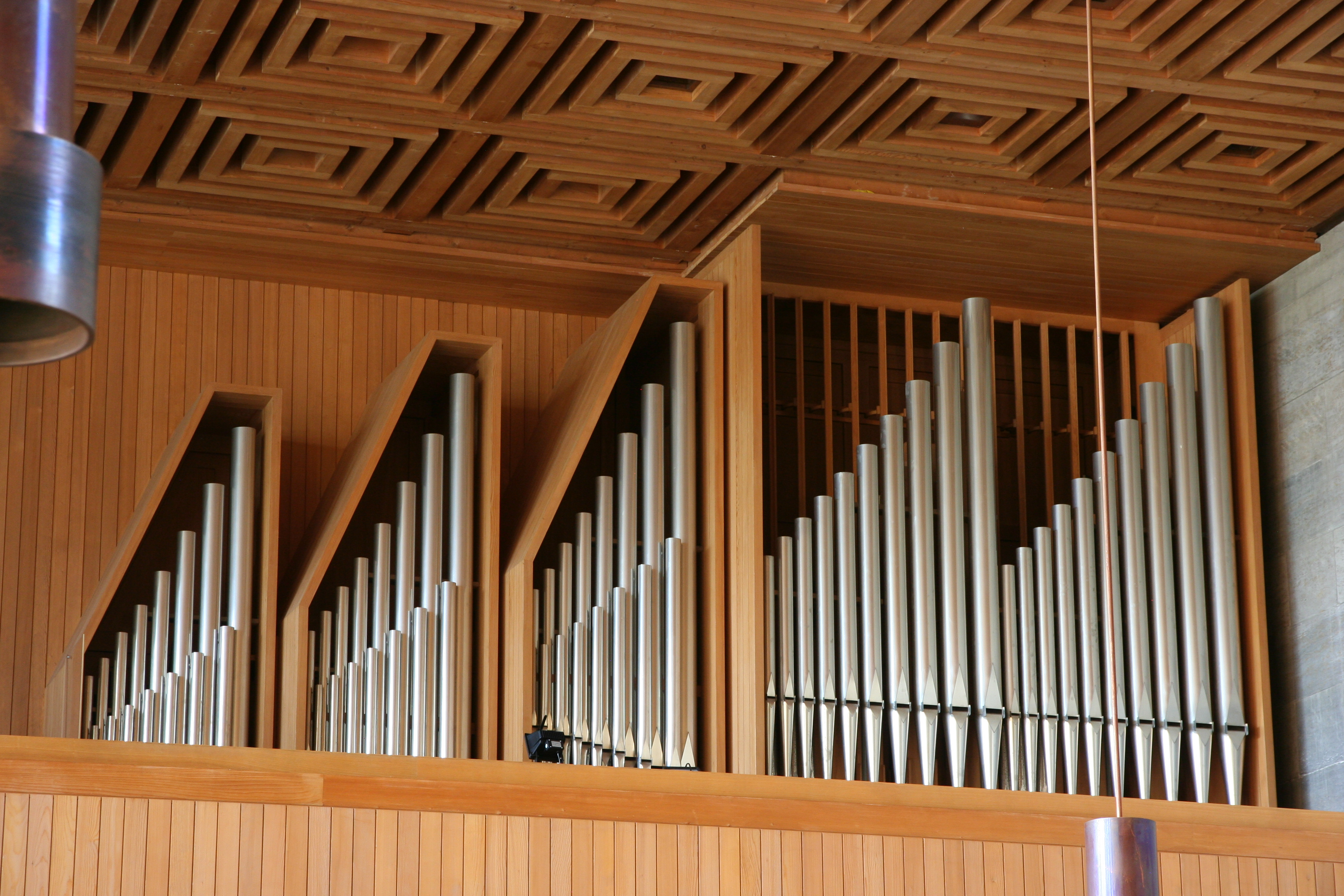
Kuhn-Orgel in Halle II

Die Firma Orgelbau Kuhn errichtete für die Halle II im Jahr 1966 eine Orgel, die ursprünglich 14 Register auf 2 Manualen und Pedal hatte. Gedeckt 16' im ersten Manual wurde kurz nach der Einweihung auf einer elektrischen Zusatzlade angefügt. Die Schalmei 8' im Schwellwerk wurde ebenfalls nachträglich eingebaut.
| I Hauptwerk C–g3 |      |
| Gedeckt          | 16′  |
| Prinzipal        | 8′   |
| Koppelflöte      | 8′   |
| Prinzipal        | 4′   |
| Rohrflöte        | 4′   |
| Oktave           | 2′   |
| Mixtur           | 1/3′ |

| II Schwellwerk C–g3 |        |
| Gedackt             | 8′     |
| Salicional          | 8′     |
| Blockflöte          | 4′     |
| Sesquialter II      | 2/3′   |
| Flageolet           | 2′     |
| Larigot             | 1′1/3′ |
| Schalmei            | 8′     |
| Tremulant           |        |

| Pedal C–f1 |     |
| Subbass    | 16′ |
| Flöte      | 8′  |

- Normalkoppeln: II/I, I/P, II/P
- Spielhilfen: eine Drehknopfkombination

## Ofentechnik
Im Krematorium Nordheim werden derzeit (Stand 2015) sechs elektrisch beheizte Kremationsöfen betrieben. In der Nacht werden die Öfen auf Betriebstemperatur aufgeheizt. Mit einer vollautomatischen Einführmaschine wird der Sarg in den Ofen geschoben. Die Verbrennungsgase werden in ein Rauchgasreinigungssystem eingeführt, sodass sämtliche gesetzlichen Vorgaben erfüllt werden.

## Würdigung
Sowohl architektonisch als auch funktional ist das Krematorium Nordheim von Bedeutung:
Der Architekt des Krematoriums, Albert Heinrich Steiner, war Stadtplaner von Zürich, Professor an der ETH Zürich und Erbauer der ersten Etappe der ETH Hönggerberg. Er gilt als progressiver Vertreter der Moderne in der Schweiz. Die Gestaltung der gesamten Anlage des Krematoriums Nordheim steht exemplarisch für die Architektur der 1960er Jahre in der Schweiz und ist neben der ETH Hönggerberg Steiners Hauptwerk. Die Landschaftsarchitektur von Willi Neukom und die künstlerische Ausstattung der Anlage ergeben ein Gesamtkunstwerk von nationaler Bedeutung.
In der Schweiz gibt es neben dem Krematorium Nordheim lediglich fünf weitere Bestattungszentren, nämlich das Krematorium am Hörnli Riehen, das Centre funéraire de Montoie, Lausanne, das Crématoire St-Georges, Petit-Lancy bei Genf, das Centre funéraire de Platta, Sion und das Centro funerario locarnese, Riazzino. Das Krematorium Nordheim ist unter diesen sechs Schweizer Bestattungszentren das grösste. Demzufolge ist es auch grösser als die anderen zwei herkömmlichen Krematorien im Kanton Zürich, das Krematorium Rosenberg in Winterthur und das Krematorium Rüti ZH.